# Élections départementales de 2015 dans l'Orne
Les élections départementales ont lieu les 22 et 29 mars 2015.

## Contexte départemental

### Assemblée départementale sortante
Avant les élections, le conseil général de l'Orne est présidé par Alain Lambert (UDI). Il comprend 40 conseillers généraux issus des 40 cantons de l'Orne. Après le redécoupage cantonal de 2014, ce sont 42 conseillers départementaux qui seront élus au sein des 21 nouveaux cantons de l'Orne.
| Parti                                | Sigle | Sigle | Élus |
| ------------------------------------ | ----- | ----- | ---- |
| Majorité (30 sièges)                 |       |       |      |
| Divers droite                        |       | DVD   | 17   |
| Union pour un mouvement populaire    |       | UMP   | 10   |
| Union des démocrates et indépendants |       | UDI   | 2    |
| Mouvement démocrate                  |       | MoDem | 1    |
| Opposition (10 sièges)               |       |       |      |
| Parti socialiste                     |       | PS    | 7    |
| Divers gauche                        |       | DVG   | 2    |
| Divers droite                        |       | DVD   | 1    |
| Président du conseil général         |       |       |      |
| Alain Lambert (UDI)                  |       |       |      |

Alain Lambert en est le Président depuis le 14 décembre 2007, succédant à Gérard Burel qui avait alors rendu sa démission.

### Assemblée départementale élue
| Parti                                | Sigle | Sigle | Élus |
| ------------------------------------ | ----- | ----- | ---- |
| Majorité (28 sièges)                 |       |       |      |
| Divers droite                        |       | DVD   | 13   |
| Union pour un mouvement populaire    |       | UMP   | 12   |
| Union des démocrates et indépendants |       | UDI   | 3    |
| Opposition (14 sièges)               |       |       |      |
| Parti socialiste                     |       | PS    | 12   |
| Divers gauche                        |       | DVG   | 2    |
| Président du conseil départemental   |       |       |      |
| Alain Lambert (UDI)                  |       |       |      |

## Résultats à l'échelle du département

### Résultats par nuances du ministère de l'Intérieur
Les nuances utilisées par le ministère de l'Intérieur ne tiennent pas compte des alliances locales.
| Binômes     | Binômes            | Premier tour | Premier tour | Second tour | Second tour | Sièges |
| Binômes     | Binômes            | Voix         | %            | Voix        | %           | Sièges |
| ----------- | ------------------ | ------------ | ------------ | ----------- | ----------- | ------ |
|             | DVD                | 27 074       | 25,44        | 25 208      | 26,15       | 12     |
|             | Union de la droite | 18 588       | 17,47        | 19 916      | 20,66       | 14     |
|             | UDI                | 2 463        | 2,31         | 1 947       | 2,02        | 2      |
|             | MoDem              | 1 560        | 1,47         | 1 685       | 1,75        | 0      |
|             | UMP                | 1 317        | 1,24         | 1 467       | 1,52        | 0      |
| Droite      | Droite             | 51 002       | 47,93        | 50 223      | 52,10       | 28     |
|             |                    |              |              |             |             |        |
|             | FN                 | 27 900       | 26,21        | 23 591      | 24,47       | 0      |
|             |                    |              |              |             |             |        |
|             | Union de la gauche | 13 590       | 12,77        | 13 189      | 13,68       | 8      |
|             | PS                 | 6 126        | 5,76         | 7 196       | 7,46        | 4      |
|             | DVG                | 2 779        | 2,61         | 2 210       | 2,29        | 2      |
|             | FG                 | 1 827        | 1,72         |             |             |        |
|             | PCF                | 847          | 0,80         |             |             |        |
|             | EÉLV               | 641          | 0,60         |             |             |        |
| Gauche      | Gauche             | 25 810       | 24,26        | 22 595      | 23,43       | 14     |
|             |                    |              |              |             |             |        |
|             | Divers             | 1 716        | 1,61         |             |             |        |
|             |                    |              |              |             |             |        |
| Inscrits    | Inscrits           | 209 846      | 100,00       | 189 517     | 100,00      |        |
| Abstentions | Abstentions        | 96 447       | 45,96        | 85 692      | 45,22       |        |
| Votants     | Votants            | 113 399      | 54,04        | 103 825     | 54,78       |        |
| Blancs      | Blancs             | 5 059        | 4,46         | 5 588       | 5,38        |        |
| Nuls        | Nuls               | 1 912        | 1,69         | 1 828       | 1,76        |        |
| Exprimés    | Exprimés           | 106 428      | 93,85        | 96 409      | 92,86       |        |

### Résultats par canton
| Canton                | Conseiller sortant          | Parti             | Parti       | Conseiller élu              | Parti           | Parti           |
| --------------------- | --------------------------- | ----------------- | ----------- | --------------------------- | --------------- | --------------- |
| L'Aigle               | Canton créé                 | Canton créé       | Canton créé | Charlène Renard             |                 | UMP             |
| L'Aigle               | Canton créé                 | Canton créé       | Canton créé | Philippe Van-Hoorne         |                 | DVD             |
| L'Aigle-Est           | Jean Sellier                |                   | MoDem       | Canton supprimé             | Canton supprimé | Canton supprimé |
| L'Aigle-Ouest         | Michel Marot*               |                   | DVD         | Canton supprimé             | Canton supprimé | Canton supprimé |
| Alençon-1             | Léone Besnard*              |                   | PS          | Vanessa Bournel             |                 | PS              |
| Alençon-1             | Léone Besnard*              | Jean-Claude Pavis | PS          |                             | PS              |                 |
| Alençon-2             | Emmanuel Darcissac          |                   | PS          | Patrick Lindet              |                 | UDI             |
| Alençon-2             | Emmanuel Darcissac          | Christine Roimier | PS          |                             | UDI             |                 |
| Alençon-3             | Jean-Claude Pavis           |                   | PS          | Canton supprimé             | Canton supprimé | Canton supprimé |
| Argentan-Est          | Jean-Louis Carpentier*      |                   | PS          | Canton supprimé             | Canton supprimé | Canton supprimé |
| Argentan-Ouest        | Frédéric Leveillé           |                   | PS          | Canton supprimé             | Canton supprimé | Canton supprimé |
| Argentan-1            | Canton créé                 | Canton créé       | Canton créé | Brigitte Gasseau            |                 | PS              |
| Argentan-1            | Canton créé                 | Canton créé       | Canton créé | Frédéric Leveillé           |                 | PS              |
| Argentan-2            | Canton créé                 | Canton créé       | Canton créé | Florence Ecobichon          |                 | PS              |
| Argentan-2            | Canton créé                 | Canton créé       | Canton créé | Philippe Jidouard           |                 | PS              |
| Athis-de-l'Orne       | Philippe Senaux             |                   | UMP         | Marie-Françoise Frouel      |                 | UMP             |
| Athis-de-l'Orne       | Philippe Senaux             | Philippe Senaux   | UMP         |                             | UMP             |                 |
| Bagnoles-de-l'Orne    | Canton créé                 | Canton créé       | Canton créé | Jean-Pierre Blouet          |                 | UMP             |
| Bagnoles-de-l'Orne    | Canton créé                 | Canton créé       | Canton créé | Marie-Thérèse de Vallambras |                 | DVD             |
| Bazoches-sur-Hoëne    | Jean Lamy                   |                   | DVD         | Canton supprimé             | Canton supprimé | Canton supprimé |
| Bellême               | Jean-François de Caffarelli |                   | DVD         | Canton supprimé             | Canton supprimé | Canton supprimé |
| Bretoncelles          | Canton créé                 | Canton créé       | Canton créé | Jean-Michel Bouvier         |                 | UMP             |
| Bretoncelles          | Canton créé                 | Canton créé       | Canton créé | Séverine Yvard              |                 | DVD             |
| Briouze               | Jean-Pierre Salles*         |                   | DVD         | Canton supprimé             | Canton supprimé | Canton supprimé |
| Carrouges             | Maryse Oliveira             |                   | DVD         | Canton supprimé             | Canton supprimé | Canton supprimé |
| Ceton                 | Canton créé                 | Canton créé       | Canton créé | Anick Bruneau               |                 | UMP             |
| Ceton                 | Canton créé                 | Canton créé       | Canton créé | Vincent Segouin             |                 | UMP             |
| Courtomer             | Odile Duval*                |                   | DVD         | Canton supprimé             | Canton supprimé | Canton supprimé |
| Damigny               | Canton créé                 | Canton créé       | Canton créé | Sophie Douvry               |                 | UMP             |
| Damigny               | Canton créé                 | Canton créé       | Canton créé | Alain Lambert               |                 | UDI             |
| Domfront              | Catherine Meunier           |                   | UMP         | Marie-Françoise Frouel      |                 | UMP             |
| Domfront              | Catherine Meunier           | Jérôme Nury       | UMP         |                             | UMP             |                 |
| Écouché               | Hubert Christophe*          |                   | DVD         | Canton supprimé             | Canton supprimé | Canton supprimé |
| Exmes                 | Patrick Mussat*             |                   | UMP         | Canton supprimé             | Canton supprimé | Canton supprimé |
| La Ferté-Frênel       | Michel Le Glaunec*          |                   | DVD         | Canton supprimé             | Canton supprimé | Canton supprimé |
| La Ferté-Macé         | José Collado                |                   | PS          | José Collado                |                 | PS              |
| La Ferté-Macé         | José Collado                | Brigitte Viarmé   | PS          |                             | DVG             |                 |
| Flers-Nord            | Gérard Colin                |                   | DVG         | Canton supprimé             | Canton supprimé | Canton supprimé |
| Flers-Sud             | Danièle Blanchet*           |                   | PS          | Canton supprimé             | Canton supprimé | Canton supprimé |
| Flers-1               | Canton créé                 | Canton créé       | Canton créé | Béatrice Guyot              |                 | PS              |
| Flers-1               | Canton créé                 | Canton créé       | Canton créé | Lori Helloco                |                 | PS              |
| Flers-2               | Canton créé                 | Canton créé       | Canton créé | Irène Cojean                |                 | PS              |
| Flers-2               | Canton créé                 | Canton créé       | Canton créé | Gérard Colin                |                 | PS              |
| Gacé                  | Jean-Pierre Féret           |                   | DVD         | Canton supprimé             | Canton supprimé | Canton supprimé |
| Juvigny-sous-Andaine  | Jean-Pierre Blouet          |                   | UMP         | Canton supprimé             | Canton supprimé | Canton supprimé |
| Longny-au-Perche      | Jackie Legault*             |                   | DVD         | Canton supprimé             | Canton supprimé | Canton supprimé |
| Magny-le-Désert       | Canton créé                 | Canton créé       | Canton créé | Thierry Clérembaux          |                 | DVD             |
| Magny-le-Désert       | Canton créé                 | Canton créé       | Canton créé | Maryse Oliveira             |                 | DVD             |
| Le Mêle-sur-Sarthe    | Christophe de Balorre       |                   | DVD         | Canton supprimé             | Canton supprimé | Canton supprimé |
| Le Merlerault         | Philippe Bigot*             |                   | UMP         | Canton supprimé             | Canton supprimé | Canton supprimé |
| Messei                | Marc Toutain                |                   | UMP         | Canton supprimé             | Canton supprimé | Canton supprimé |
| Mortagne-au-Perche    | Roland Caillaud*            |                   | DVD         | Marie-Christine Besnard     |                 | DVD             |
| Mortagne-au-Perche    | Roland Caillaud*            | Jean Lamy         | DVD         |                             | DVD             |                 |
| Mortrée               | Claude Duval                |                   | DVG         | Canton supprimé             | Canton supprimé | Canton supprimé |
| Moulins-la-Marche     | Jean-Pierre Chevalier       |                   | DVD         | Canton supprimé             | Canton supprimé | Canton supprimé |
| Nocé                  | Jean-Michel Bouvier         |                   | DVD         | Canton supprimé             | Canton supprimé | Canton supprimé |
| Passais               | Christophe Gallienne*       |                   | DVD         | Canton supprimé             | Canton supprimé | Canton supprimé |
| Pervenchères          | Antoine Perrault*           |                   | DVD         | Canton supprimé             | Canton supprimé | Canton supprimé |
| Putanges-Pont-Écrepin | Alain Lambert               |                   | UDI         | Canton supprimé             | Canton supprimé | Canton supprimé |
| Radon                 | Canton créé                 | Canton créé       | Canton créé | Christophe de Balorre       |                 | DVD             |
| Radon                 | Canton créé                 | Canton créé       | Canton créé | Béatrice Métayer            |                 | DVD             |
| Rai                   | Canton créé                 | Canton créé       | Canton créé | Élisabeth Josset            |                 | UMP             |
| Rai                   | Canton créé                 | Canton créé       | Canton créé | Laurent Marting             |                 | UMP             |
| Rémalard              | Jean-Pierre Gérondeau       |                   | UMP         | Canton supprimé             | Canton supprimé | Canton supprimé |
| Sées                  | André Dubuisson*            |                   | DVD         | Jocelyne Benoît             |                 | DVG             |
| Sées                  | André Dubuisson*            | Claude Duval      | DVD         |                             | PS              |                 |
| Le Theil              | Gilles de Courson*          |                   | UMP         | Canton supprimé             | Canton supprimé | Canton supprimé |
| Tinchebray            | Jérôme Nury                 |                   | UMP         | Canton supprimé             | Canton supprimé | Canton supprimé |
| Tourouvre             | Guy Monhée                  |                   | DVD         | Paule Klymko                |                 | DVD             |
| Tourouvre             | Guy Monhée                  | Guy Monhée        | DVD         |                             | DVD             |                 |
| Trun                  | Christophe Gérard           |                   | UDI         | Canton supprimé             | Canton supprimé | Canton supprimé |
| Vimoutiers            | Guy Romain                  |                   | UMP         | Jean-Pierre Féret           |                 | DVD             |
| Vimoutiers            | Guy Romain                  | Agnès Laigre      | UMP         |                             | DVD             |                 |

* Conseillers généraux sortants ne se représentant pas

## Résultats par canton

### Canton de L'Aigle
| Candidats            | Candidats           | Partis      | Partis      | Premier tour | Premier tour | Second tour | Second tour |
| Candidats            | Candidats           | Partis      | Partis      | Voix         | %            | Voix        | %           |
| -------------------- | ------------------- | ----------- | ----------- | ------------ | ------------ | ----------- | ----------- |
| 1                    | Charlène Renard     |             | UMP         | 1 250        | 29,71        | 2 483       | 64,38       |
| 1                    | Philippe Van-Hoorne |             | DVD         | 1 250        | 29,71        | 2 483       | 64,38       |
| 2                    | Florence Mahé       |             | FN          | 1 128        | 26,81        | 1 374       | 35,62       |
| 2                    | Loup Mautin         |             | FN          | 1 128        | 26,81        | 1 374       | 35,62       |
| 3                    | Armelle Sebire      |             | DVD         | 830          | 19,73        |             |             |
| 3                    | Jean Sellier*       |             | MoDem       | 830          | 19,73        |             |             |
| 4                    | Arlette Bouchaud    |             | PS          | 999          | 23,75        |             |             |
| 4                    | Serge Delavallée    |             | PS          | 999          | 23,75        |             |             |
|                      |                     |             |             |              |              |             |             |
| Inscrits             | Inscrits            | Inscrits    | Inscrits    | 8 471        | 100,00       | 8 484       | 100,00      |
| Abstentions          | Abstentions         | Abstentions | Abstentions | 4 067        | 48,01        | 4 086       | 48,16       |
| Votants              | Votants             | Votants     | Votants     | 4 404        | 51,99        | 4 398       | 51,84       |
| Blancs               | Blancs              | Blancs      | Blancs      | 136          | 3,09         | 430         | 9,78        |
| Nuls                 | Nuls                | Nuls        | Nuls        | 61           | 1,39         | 111         | 2,52        |
| Exprimés             | Exprimés            | Exprimés    | Exprimés    | 4 207        | 95,53        | 3 857       | 87,7        |
| * conseiller sortant |                     |             |             |              |              |             |             |

### Canton d'Alençon-1
| Candidats   | Candidats             | Partis      | Partis      | Premier tour | Premier tour | Second tour | Second tour |
| Candidats   | Candidats             | Partis      | Partis      | Voix         | %            | Voix        | %           |
| ----------- | --------------------- | ----------- | ----------- | ------------ | ------------ | ----------- | ----------- |
| 1           | François Ferrette     |             | FG          | 448          | 8,56         |             |             |
| 1           | Marie-Noëlle Vonthron |             | FG          | 448          | 8,56         |             |             |
| 2           | Bertrand Deniaud      |             | UMP         | 1 818        | 34,73        | 2 463       | 49,73       |
| 2           | Françoise Mornet      |             | UMP         | 1 818        | 34,73        | 2 463       | 49,73       |
| 3           | Vanessa Bournel       |             | PS          | 1 866        | 35,65        | 2 490       | 50,27       |
| 3           | Jean-Claude Pavis     |             | PS          | 1 866        | 35,65        | 2 490       | 50,27       |
| 4           | Françoise Cognié      |             | FN          | 1 102        | 21,05        |             |             |
| 4           | Édouard Harand        |             | FN          | 1 102        | 21,05        |             |             |
|             |                       |             |             |              |              |             |             |
| Inscrits    | Inscrits              | Inscrits    | Inscrits    | 10 922       | 100,00       | 10 922      | 100,00      |
| Abstentions | Abstentions           | Abstentions | Abstentions | 5 368        | 49,15        | 5 464       | 50,03       |
| Votants     | Votants               | Votants     | Votants     | 5 554        | 50,85        | 5 458       | 49,97       |
| Blancs      | Blancs                | Blancs      | Blancs      | 246          | 4,43         | 368         | 6,74        |
| Nuls        | Nuls                  | Nuls        | Nuls        | 74           | 1,33         | 137         | 2,51        |
| Exprimés    | Exprimés              | Exprimés    | Exprimés    | 5 234        | 94,24        | 4 953       | 90,75       |

### Canton d'Alençon-2
| Candidats            | Candidats               | Partis      | Partis      | Premier tour | Premier tour | Second tour | Second tour |
| Candidats            | Candidats               | Partis      | Partis      | Voix         | %            | Voix        | %           |
| -------------------- | ----------------------- | ----------- | ----------- | ------------ | ------------ | ----------- | ----------- |
| 1                    | Nathalie Diolot         |             | FN          | 801          | 20,33        |             |             |
| 1                    | Corentin Pecqueux       |             | FN          | 801          | 20,33        |             |             |
| 2                    | Patrick Lindet          |             | UDI         | 1 410        | 35,79        | 1 947       | 50          |
| 2                    | Christine Roimier       |             | UDI         | 1 410        | 35,79        | 1 947       | 50          |
| 3                    | Annick Guillot          |             | FG          | 343          | 8,71         |             |             |
| 3                    | Jean-Michel Remande     |             | FG          | 343          | 8,71         |             |             |
| 4                    | Nathalie-Pascale Assier |             | PS          | 1 386        | 35,18        | 1 947       | 50          |
| 4                    | Emmanuel Darcissac*     |             | PS          | 1 386        | 35,18        | 1 947       | 50          |
|                      |                         |             |             |              |              |             |             |
| Inscrits             | Inscrits                | Inscrits    | Inscrits    | 8 838        | 100,00       | 8 838       | 100,00      |
| Abstentions          | Abstentions             | Abstentions | Abstentions | 4 676        | 52,91        | 4 592       | 51,96       |
| Votants              | Votants                 | Votants     | Votants     | 4 162        | 47,09        | 4 246       | 48,04       |
| Blancs               | Blancs                  | Blancs      | Blancs      | 153          | 3,68         | 248         | 5,84        |
| Nuls                 | Nuls                    | Nuls        | Nuls        | 69           | 1,66         | 104         | 2,45        |
| Exprimés             | Exprimés                | Exprimés    | Exprimés    | 3 940        | 94,67        | 3 894       | 91,71       |
| * conseiller sortant |                         |             |             |              |              |             |             |

### Canton d'Argentan-1
| Candidats   | Candidats            | Partis      | Partis      | Premier tour | Premier tour | Second tour | Second tour |
| Candidats   | Candidats            | Partis      | Partis      | Voix         | %            | Voix        | %           |
| ----------- | -------------------- | ----------- | ----------- | ------------ | ------------ | ----------- | ----------- |
| 1           | Alexandre Guitet     |             | FN          | 1 216        | 24,57        | 1 158       | 22,61       |
| 1           | Pauline Nivaggioli   |             | FN          | 1 216        | 24,57        | 1 158       | 22,61       |
| 2           | Sophie Chesnel       |             | PCF         | 413          | 8,34         |             |             |
| 2           | Jean-Louis Mustière  |             | PCF         | 413          | 8,34         |             |             |
| 3           | Brigitte Gasseau     |             | PS          | 2 004        | 40,48        | 2 496       | 48,74       |
| 3           | Frédéric Leveillé    |             | PS          | 2 004        | 40,48        | 2 496       | 48,74       |
| 4           | Brigitte Choquet     |             | UMP         | 1 317        | 26,61        | 1 467       | 28,65       |
| 4           | Jean-Pierre Fontaine |             | UMP         | 1 317        | 26,61        | 1 467       | 28,65       |
|             |                      |             |             |              |              |             |             |
| Inscrits    | Inscrits             | Inscrits    | Inscrits    | 9 396        | 100,00       | 9 395       | 100,00      |
| Abstentions | Abstentions          | Abstentions | Abstentions | 4 146        | 44,13        | 4 004       | 42,62       |
| Votants     | Votants              | Votants     | Votants     | 5 250        | 55,87        | 5 391       | 57,38       |
| Blancs      | Blancs               | Blancs      | Blancs      | 228          | 4,34         | 197         | 3,65        |
| Nuls        | Nuls                 | Nuls        | Nuls        | 72           | 1,37         | 73          | 1,35        |
| Exprimés    | Exprimés             | Exprimés    | Exprimés    | 4 950        | 94,29        | 5 121       | 94,99       |

### Canton d'Argentan-2
| Candidats            | Candidats           | Partis      | Partis      | Premier tour | Premier tour | Second tour | Second tour |
| Candidats            | Candidats           | Partis      | Partis      | Voix         | %            | Voix        | %           |
| -------------------- | ------------------- | ----------- | ----------- | ------------ | ------------ | ----------- | ----------- |
| 1                    | Florence Ecobichon  |             | PS          | 1 224        | 23,57        | 2 759       | 56,72       |
| 1                    | Philippe Jidouard   |             | PS          | 1 224        | 23,57        | 2 759       | 56,72       |
| 2                    | Jacques Amiot       |             | FN          | 1 422        | 27,38        | 2 105       | 43,28       |
| 2                    | Brigitte Lecoeur    |             | FN          | 1 422        | 27,38        | 2 105       | 43,28       |
| 3                    | Christophe Gérard*  |             | UDI         | 1 053        | 20,28        |             |             |
| 3                    | Odile Lecrosnier    |             | UDI         | 1 053        | 20,28        |             |             |
| 4                    | Nicolas Ledentu     |             | FG          | 406          | 7,82         |             |             |
| 4                    | Bérengère Poincelet |             | FG          | 406          | 7,82         |             |             |
| 5                    | Véronique Chabrol   |             | DVD         | 1 088        | 20,95        |             |             |
| 5                    | Patrick Potel       |             | UMP         | 1 088        | 20,95        |             |             |
|                      |                     |             |             |              |              |             |             |
| Inscrits             | Inscrits            | Inscrits    | Inscrits    | 10 205       | 100,00       | 10 203      | 100,00      |
| Abstentions          | Abstentions         | Abstentions | Abstentions | 4 649        | 45,56        | 4 502       | 44,12       |
| Votants              | Votants             | Votants     | Votants     | 5 556        | 54,44        | 5 701       | 55,88       |
| Blancs               | Blancs              | Blancs      | Blancs      | 262          | 4,72         | 651         | 11,42       |
| Nuls                 | Nuls                | Nuls        | Nuls        | 101          | 1,82         | 186         | 3,26        |
| Exprimés             | Exprimés            | Exprimés    | Exprimés    | 5 193        | 93,47        | 4 864       | 85,32       |
| * conseiller sortant |                     |             |             |              |              |             |             |

### Canton d'Athis-de-l'Orne
| Candidats   | Candidats              | Partis      | Partis      | Premier tour | Premier tour | Second tour | Second tour |
| Candidats   | Candidats              | Partis      | Partis      | Voix         | %            | Voix        | %           |
| ----------- | ---------------------- | ----------- | ----------- | ------------ | ------------ | ----------- | ----------- |
| 1           | Marie-Françoise Frouel |             | UMP         | 2 175        | 34,82        | 3 831       | 67,1        |
| 1           | Philippe Senaux        |             | UMP         | 2 175        | 34,82        | 3 831       | 67,1        |
| 2           | Stéphane David         |             | DVG         | 1 283        | 20,54        |             |             |
| 2           | Isabelle Truffault     |             | DVG         | 1 283        | 20,54        |             |             |
| 3           | Joëlle Cheuvry         |             | FN          | 1 612        | 25,81        | 1 878       | 32,9        |
| 3           | Anthony Meilliand      |             | FN          | 1 612        | 25,81        | 1 878       | 32,9        |
| 4           | Monique Guibout        |             | DVD         | 1 176        | 18,83        |             |             |
| 4           | Philippe Verrier       |             | DVD         | 1 176        | 18,83        |             |             |
|             |                        |             |             |              |              |             |             |
| Inscrits    | Inscrits               | Inscrits    | Inscrits    | 11 724       | 100,00       | 11 721      | 100,00      |
| Abstentions | Abstentions            | Abstentions | Abstentions | 5 073        | 43,27        | 5 101       | 43,52       |
| Votants     | Votants                | Votants     | Votants     | 6 651        | 56,73        | 6 620       | 56,48       |
| Blancs      | Blancs                 | Blancs      | Blancs      | 276          | 4,15         | 718         | 10,85       |
| Nuls        | Nuls                   | Nuls        | Nuls        | 129          | 1,94         | 193         | 2,92        |
| Exprimés    | Exprimés               | Exprimés    | Exprimés    | 6 246        | 93,91        | 5 709       | 86,24       |

### Canton de Bagnoles-de-l'Orne
| Candidats            | Candidats                   | Partis      | Partis      | Premier tour | Premier tour | Second tour | Second tour |
| Candidats            | Candidats                   | Partis      | Partis      | Voix         | %            | Voix        | %           |
| -------------------- | --------------------------- | ----------- | ----------- | ------------ | ------------ | ----------- | ----------- |
| 1                    | Béatrice Fleurisson         |             | PS          | 1 071        | 21,55        |             |             |
| 1                    | Vincent Kremer-Genin        |             | PS          | 1 071        | 21,55        |             |             |
| 2                    | Jean-Pierre Blouet*         |             | UMP         | 1 995        | 40,14        | 3 293       | 70,36       |
| 2                    | Marie-Thérèse de Vallambras |             | DVD         | 1 995        | 40,14        | 3 293       | 70,36       |
| 3                    | Nadine Belzidsky            |             | DVD         | 811          | 16,32        |             |             |
| 3                    | Didier Launay               |             | DVD         | 811          | 16,32        |             |             |
| 4                    | Josette Chevreau            |             | FN          | 1 093        | 21,99        | 1 387       | 29,64       |
| 4                    | Jean-Pierre Robert          |             | FN          | 1 093        | 21,99        | 1 387       | 29,64       |
|                      |                             |             |             |              |              |             |             |
| Inscrits             | Inscrits                    | Inscrits    | Inscrits    | 9 892        | 100,00       | 9 892       | 100,00      |
| Abstentions          | Abstentions                 | Abstentions | Abstentions | 4 573        | 46,23        | 4 622       | 46,72       |
| Votants              | Votants                     | Votants     | Votants     | 5 319        | 53,77        | 5 270       | 53,28       |
| Blancs               | Blancs                      | Blancs      | Blancs      | 257          | 4,83         | 386         | 7,32        |
| Nuls                 | Nuls                        | Nuls        | Nuls        | 92           | 1,73         | 204         | 3,87        |
| Exprimés             | Exprimés                    | Exprimés    | Exprimés    | 4 970        | 93,44        | 4 680       | 88,8        |
| * conseiller sortant |                             |             |             |              |              |             |             |

### Canton de Bretoncelles
| Candidats            | Candidats              | Partis      | Partis      | Premier tour | Premier tour | Second tour | Second tour |
| Candidats            | Candidats              | Partis      | Partis      | Voix         | %            | Voix        | %           |
| -------------------- | ---------------------- | ----------- | ----------- | ------------ | ------------ | ----------- | ----------- |
| 1                    | Jean-Paul Daveau       |             | EÉLV        | 641          | 13,93        |             |             |
| 1                    | Fanny Seidenbinder     |             | EÉLV        | 641          | 13,93        |             |             |
| 2                    | Gabriel Krielaart      |             | FN          | 1 255        | 27,26        | 1 443       | 32,62       |
| 2                    | Élisabeth Monfermé     |             | FN          | 1 255        | 27,26        | 1 443       | 32,62       |
| 3                    | Jean-Michel Bouvier*   |             | UMP         | 1 525        | 33,13        | 2 981       | 67,38       |
| 3                    | Séverine Yvard         |             | DVD         | 1 525        | 33,13        | 2 981       | 67,38       |
| 4                    | Jean-Pierre Gérondeau* |             | DVD         | 1 182        | 25,68        |             |             |
| 4                    | Martine Moulin         |             | DVD         | 1 182        | 25,68        |             |             |
|                      |                        |             |             |              |              |             |             |
| Inscrits             | Inscrits               | Inscrits    | Inscrits    | 8 814        | 100,00       | 8 814       | 100,00      |
| Abstentions          | Abstentions            | Abstentions | Abstentions | 3 950        | 44,82        | 3 929       | 44,58       |
| Votants              | Votants                | Votants     | Votants     | 4 864        | 55,18        | 4 885       | 55,42       |
| Blancs               | Blancs                 | Blancs      | Blancs      | 179          | 3,68         | 354         | 7,25        |
| Nuls                 | Nuls                   | Nuls        | Nuls        | 82           | 1,69         | 107         | 2,19        |
| Exprimés             | Exprimés               | Exprimés    | Exprimés    | 4 603        | 94,63        | 4 424       | 90,56       |
| * conseiller sortant |                        |             |             |              |              |             |             |

### Canton de Ceton
| Candidats            | Candidats                    | Partis      | Partis      | Premier tour | Premier tour | Second tour | Second tour |
| Candidats            | Candidats                    | Partis      | Partis      | Voix         | %            | Voix        | %           |
| -------------------- | ---------------------------- | ----------- | ----------- | ------------ | ------------ | ----------- | ----------- |
| 1                    | Jean-François de Caffarelli* |             | DVD         | 1 575        | 31,17        | 1 594       | 29,2        |
| 1                    | Isabelle Thiéblin            |             | DVD         | 1 575        | 31,17        | 1 594       | 29,2        |
| 2                    | Mireille Gohier              |             | FN          | 1 538        | 30,44        | 1 561       | 28,6        |
| 2                    | Frédéric Ruby                |             | FN          | 1 538        | 30,44        | 1 561       | 28,6        |
| 3                    | Anick Bruneau                |             | UMP         | 1 940        | 38,39        | 2 303       | 42,19       |
| 3                    | Vincent Segouin              |             | UMP         | 1 940        | 38,39        | 2 303       | 42,19       |
|                      |                              |             |             |              |              |             |             |
| Inscrits             | Inscrits                     | Inscrits    | Inscrits    | 10 443       | 100,00       | 10 442      | 100,00      |
| Abstentions          | Abstentions                  | Abstentions | Abstentions | 4 966        | 47,55        | 4 712       | 45,13       |
| Votants              | Votants                      | Votants     | Votants     | 5 477        | 52,45        | 5 730       | 54,87       |
| Blancs               | Blancs                       | Blancs      | Blancs      | 329          | 6,01         | 218         | 3,8         |
| Nuls                 | Nuls                         | Nuls        | Nuls        | 95           | 1,73         | 54          | 0,94        |
| Exprimés             | Exprimés                     | Exprimés    | Exprimés    | 5 053        | 92,26        | 5 458       | 95,25       |
| * conseiller sortant |                              |             |             |              |              |             |             |

### Canton de Damigny
| Candidats   | Candidats                    | Partis      | Partis      | Premier tour | Premier tour | Second tour | Second tour |
| Candidats   | Candidats                    | Partis      | Partis      | Voix         | %            | Voix        | %           |
| ----------- | ---------------------------- | ----------- | ----------- | ------------ | ------------ | ----------- | ----------- |
| 1           | Kévin Bodé                   |             | PS          | 1 597        | 28,74        | 2 023       | 33,44       |
| 1           | Dominique Lequilerier-Mallet |             | PS          | 1 597        | 28,74        | 2 023       | 33,44       |
| 2           | Sophie Douvry                |             | UMP         | 1 836        | 33,05        | 2 242       | 39,64       |
| 2           | Alain Lambert                |             | UDI         | 1 836        | 33,05        | 2 242       | 39,64       |
| 3           | Alexia Germont               |             | NC          | 492          | 8,86         |             |             |
| 3           | Alex Varady                  |             | NC          | 492          | 8,86         |             |             |
| 4           | Sandrine Marchand            |             | FN          | 1 269        | 22,84        | 1 239       | 21,91       |
| 4           | Daniel Seiler                |             | FN          | 1 269        | 22,84        | 1 239       | 21,91       |
| 5           | Francine Brière              |             | FG          | 362          | 6,52         |             |             |
| 5           | François Tollot              |             | FG          | 362          | 6,52         |             |             |
|             |                              |             |             |              |              |             |             |
| Inscrits    | Inscrits                     | Inscrits    | Inscrits    | 10 139       | 100,00       | 10 139      | 100,00      |
| Abstentions | Abstentions                  | Abstentions | Abstentions | 4 250        | 41,92        | 4 147       | 40,9        |
| Votants     | Votants                      | Votants     | Votants     | 5 889        | 58,08        | 5 992       | 59,1        |
| Blancs      | Blancs                       | Blancs      | Blancs      | 209          | 3,55         | 260         | 4,34        |
| Nuls        | Nuls                         | Nuls        | Nuls        | 124          | 2,11         | 76          | 1,27        |
| Exprimés    | Exprimés                     | Exprimés    | Exprimés    | 5 556        | 94,35        | 5 656       | 94,39       |

### Canton de Domfront
| Candidats            | Candidats          | Partis      | Partis      | Premier tour | Premier tour |
| Candidats            | Candidats          | Partis      | Partis      | Voix         | %            |
| -------------------- | ------------------ | ----------- | ----------- | ------------ | ------------ |
| 1                    | Suzanne Delambre   |             | FN          | 1 390        | 22,04        |
| 1                    | Louis-Marie Mautin |             | FN          | 1 390        | 22,04        |
| 2                    | Chantal Jourdan    |             | PS          | 1 170        | 18,55        |
| 2                    | Michel Lhomer      |             | EÉLV        | 1 170        | 18,55        |
| 3                    | Catherine Meunier  |             | UMP         | 3 747        | 59,41        |
| 3                    | Jérôme Nury*       |             | UMP         | 3 747        | 59,41        |
|                      |                    |             |             |              |              |
| Inscrits             | Inscrits           | Inscrits    | Inscrits    | 11 810       | 100,00       |
| Abstentions          | Abstentions        | Abstentions | Abstentions | 5 140        | 43,52        |
| Votants              | Votants            | Votants     | Votants     | 6 670        | 56,48        |
| Blancs               | Blancs             | Blancs      | Blancs      | 261          | 3,91         |
| Nuls                 | Nuls               | Nuls        | Nuls        | 102          | 1,53         |
| Exprimés             | Exprimés           | Exprimés    | Exprimés    | 6 307        | 94,56        |
| * conseiller sortant |                    |             |             |              |              |

### Canton de La Ferté-Macé
| Candidats            | Candidats         | Partis      | Partis      | Premier tour | Premier tour | Second tour | Second tour |
| Candidats            | Candidats         | Partis      | Partis      | Voix         | %            | Voix        | %           |
| -------------------- | ----------------- | ----------- | ----------- | ------------ | ------------ | ----------- | ----------- |
| 1                    | Marie Bellot      |             | FN          | 1 479        | 25,84        | 1 427       | 23,59       |
| 1                    | Vincent Carminati |             | FN          | 1 479        | 25,84        | 1 427       | 23,59       |
| 2                    | Chantal Leudière  |             | UMP         | 1 836        | 32,08        | 2 023       | 33,44       |
| 2                    | Marc Toutain*     |             | UMP         | 1 836        | 32,08        | 2 023       | 33,44       |
| 3                    | José Collado*     |             | PS          | 2 408        | 42,08        | 2 600       | 42,98       |
| 3                    | Brigitte Viarmé   |             | DVG         | 2 408        | 42,08        | 2 600       | 42,98       |
|                      |                   |             |             |              |              |             |             |
| Inscrits             | Inscrits          | Inscrits    | Inscrits    | 11 323       | 100,00       | 11 322      | 100,00      |
| Abstentions          | Abstentions       | Abstentions | Abstentions | 5 269        | 46,53        | 5 066       | 44,74       |
| Votants              | Votants           | Votants     | Votants     | 6 054        | 53,47        | 6 256       | 55,26       |
| Blancs               | Blancs            | Blancs      | Blancs      | 240          | 3,96         | 162         | 2,59        |
| Nuls                 | Nuls              | Nuls        | Nuls        | 91           | 1,5          | 44          | 0,7         |
| Exprimés             | Exprimés          | Exprimés    | Exprimés    | 5 723        | 94,53        | 6 050       | 96,71       |
| * conseiller sortant |                   |             |             |              |              |             |             |

### Canton de Flers-1
| Candidats   | Candidats             | Partis      | Partis      | Premier tour | Premier tour | Second tour | Second tour |
| Candidats   | Candidats             | Partis      | Partis      | Voix         | %            | Voix        | %           |
| ----------- | --------------------- | ----------- | ----------- | ------------ | ------------ | ----------- | ----------- |
| 1           | Jean Chatelais        |             | PCF         | 434          | 7,68         |             |             |
| 1           | Annick Moitry         |             | PCF         | 434          | 7,68         |             |             |
| 2           | Béatrice Guyot        |             | PS          | 1 894        | 33,52        | 2 332       | 38,73       |
| 2           | Lori Helloco          |             | PS          | 1 894        | 33,52        | 2 332       | 38,73       |
| 3           | Katia Frémont         |             | FN          | 1 593        | 28,19        | 1 514       | 25,15       |
| 3           | David Ruault          |             | FN          | 1 593        | 28,19        | 1 514       | 25,15       |
| 4           | Jean-François Brisset |             | DVD         | 1 729        | 30,60        | 2 175       | 36,12       |
| 4           | Michèle Lainé         |             | DVD         | 1 729        | 30,60        | 2 175       | 36,12       |
|             |                       |             |             |              |              |             |             |
| Inscrits    | Inscrits              | Inscrits    | Inscrits    | 11 793       | 100,00       | 11 793      | 100,00      |
| Abstentions | Abstentions           | Abstentions | Abstentions | 5 792        | 49,11        | 5 510       | 46,72       |
| Votants     | Votants               | Votants     | Votants     | 6 001        | 50,89        | 6 283       | 53,28       |
| Blancs      | Blancs                | Blancs      | Blancs      | 257          | 4,28         | 196         | 3,12        |
| Nuls        | Nuls                  | Nuls        | Nuls        | 94           | 1,57         | 66          | 1,05        |
| Exprimés    | Exprimés              | Exprimés    | Exprimés    | 5 650        | 94,15        | 6 021       | 95,83       |

### Canton de Flers-2
| Candidats   | Candidats            | Partis      | Partis      | Premier tour | Premier tour | Second tour | Second tour |
| Candidats   | Candidats            | Partis      | Partis      | Voix         | %            | Voix        | %           |
| ----------- | -------------------- | ----------- | ----------- | ------------ | ------------ | ----------- | ----------- |
| 1           | Irène Cojean         |             | PS          | 2 172        | 42,01        | 2 348       | 43,06       |
| 1           | Gérard Colin         |             | PS          | 2 172        | 42,01        | 2 348       | 43,06       |
| 2           | Fabien Guérin        |             | FN          | 1 348        | 26,07        | 1 132       | 20,76       |
| 2           | Myriam Maignan       |             | FN          | 1 348        | 26,07        | 1 132       | 20,76       |
| 3           | Marie-Noël Lebouleux |             | DVD         | 1 650        | 31,91        | 1 973       | 36,18       |
| 3           | Stéphane Terrier     |             | DVD         | 1 650        | 31,91        | 1 973       | 36,18       |
|             |                      |             |             |              |              |             |             |
| Inscrits    | Inscrits             | Inscrits    | Inscrits    | 10 699       | 100,00       | 10 692      | 100,00      |
| Abstentions | Abstentions          | Abstentions | Abstentions | 5 162        | 48,25        | 5 008       | 46,84       |
| Votants     | Votants              | Votants     | Votants     | 5 537        | 51,75        | 5 684       | 53,16       |
| Blancs      | Blancs               | Blancs      | Blancs      | 266          | 4,8          | 179         | 3,15        |
| Nuls        | Nuls                 | Nuls        | Nuls        | 101          | 1,82         | 52          | 0,91        |
| Exprimés    | Exprimés             | Exprimés    | Exprimés    | 5 170        | 93,37        | 5 453       | 95,94       |

### Canton de Magny-le-Désert
| Candidats   | Candidats          | Partis      | Partis      | Premier tour | Premier tour | Second tour | Second tour |
| Candidats   | Candidats          | Partis      | Partis      | Voix         | %            | Voix        | %           |
| ----------- | ------------------ | ----------- | ----------- | ------------ | ------------ | ----------- | ----------- |
| 1           | Thierry Clérembaux |             | DVD         | 2 380        | 45,42        | 2 764       | 49,83       |
| 1           | Maryse Oliveira    |             | DVD         | 2 380        | 45,42        | 2 764       | 49,83       |
| 2           | Annie Hanachi      |             | DVG         | 1 274        | 24,31        | 1 238       | 22,32       |
| 2           | Vincent Veron      |             | PS          | 1 274        | 24,31        | 1 238       | 22,32       |
| 3           | Rina Poissonnier   |             | FN          | 1 586        | 30,27        | 1 545       | 27,85       |
| 3           | Guy Sallès         |             | FN          | 1 586        | 30,27        | 1 545       | 27,85       |
|             |                    |             |             |              |              |             |             |
| Inscrits    | Inscrits           | Inscrits    | Inscrits    | 10 014       | 100,00       | 10 014      | 100,00      |
| Abstentions | Abstentions        | Abstentions | Abstentions | 4 338        | 43,32        | 4 165       | 41,59       |
| Votants     | Votants            | Votants     | Votants     | 5 676        | 56,68        | 5 849       | 58,41       |
| Blancs      | Blancs             | Blancs      | Blancs      | 325          | 5,73         | 237         | 4,05        |
| Nuls        | Nuls               | Nuls        | Nuls        | 111          | 1,96         | 65          | 1,11        |
| Exprimés    | Exprimés           | Exprimés    | Exprimés    | 5 240        | 92,32        | 5 547       | 94,84       |

### Canton de Mortagne-au-Perche
| Candidats   | Candidats               | Partis      | Partis      | Premier tour | Premier tour | Second tour | Second tour |
| Candidats   | Candidats               | Partis      | Partis      | Voix         | %            | Voix        | %           |
| ----------- | ----------------------- | ----------- | ----------- | ------------ | ------------ | ----------- | ----------- |
| 1           | Anne-Marie Guérin       |             | DVD         | 1 535        | 29,67        | 1 387       | 26,03       |
| 1           | Bernard Milcent         |             | DVD         | 1 535        | 29,67        | 1 387       | 26,03       |
| 2           | Raymond Herbreteau      |             | FN          | 1 517        | 29,33        | 1 529       | 28,69       |
| 2           | Marie-Laure Lallouët    |             | FN          | 1 517        | 29,33        | 1 529       | 28,69       |
| 3           | Marie Christine Besnard |             | DVD         | 2 121        | 41           | 2 413       | 45,28       |
| 3           | Jean Lamy               |             | DVD         | 2 121        | 41           | 2 413       | 45,28       |
|             |                         |             |             |              |              |             |             |
| Inscrits    | Inscrits                | Inscrits    | Inscrits    | 10 755       | 100,00       | 10 754      | 100,00      |
| Abstentions | Abstentions             | Abstentions | Abstentions | 5 108        | 47,49        | 5 100       | 47,42       |
| Votants     | Votants                 | Votants     | Votants     | 5 647        | 52,51        | 5 654       | 52,58       |
| Blancs      | Blancs                  | Blancs      | Blancs      | 340          | 6,02         | 246         | 4,35        |
| Nuls        | Nuls                    | Nuls        | Nuls        | 134          | 2,37         | 79          | 1,4         |
| Exprimés    | Exprimés                | Exprimés    | Exprimés    | 5 173        | 91,61        | 5 329       | 94,25       |

### Canton de Radon
| Candidats            | Candidats              | Partis      | Partis      | Premier tour | Premier tour |
| Candidats            | Candidats              | Partis      | Partis      | Voix         | %            |
| -------------------- | ---------------------- | ----------- | ----------- | ------------ | ------------ |
| 1                    | Christophe de Balorre* |             | DVD         | 2 411        | 51,42        |
| 1                    | Béatrice Métayer       |             | DVD         | 2 411        | 51,42        |
| 2                    | Francine Lavanry       |             | FN          | 1 359        | 28,98        |
| 2                    | Lionel Stiefel         |             | FN          | 1 359        | 28,98        |
| 3                    | Christian Besnard      |             | PS          | 651          | 13,88        |
| 3                    | Sandrine Charle        |             | PS          | 651          | 13,88        |
| 4                    | Michèle Cabioch        |             | FG          | 268          | 5,72         |
| 4                    | Christian Rousselin    |             | FG          | 268          | 5,72         |
|                      |                        |             |             |              |              |
| Inscrits             | Inscrits               | Inscrits    | Inscrits    | 8 496        | 100,00       |
| Abstentions          | Abstentions            | Abstentions | Abstentions | 3 579        | 42,13        |
| Votants              | Votants                | Votants     | Votants     | 4 917        | 57,87        |
| Blancs               | Blancs                 | Blancs      | Blancs      | 164          | 3,34         |
| Nuls                 | Nuls                   | Nuls        | Nuls        | 64           | 1,30         |
| Exprimés             | Exprimés               | Exprimés    | Exprimés    | 4 689        | 95,36        |
| * conseiller sortant |                        |             |             |              |              |

### Canton de Rai
| Candidats   | Candidats             | Partis      | Partis      | Premier tour | Premier tour | Second tour | Second tour |
| Candidats   | Candidats             | Partis      | Partis      | Voix         | %            | Voix        | %           |
| ----------- | --------------------- | ----------- | ----------- | ------------ | ------------ | ----------- | ----------- |
| 1           | Daniel Reichert       |             | FN          | 1 520        | 32,76        | 1 561       | 30,86       |
| 1           | Brigitte Stiefel      |             | FN          | 1 520        | 32,76        | 1 561       | 30,86       |
| 2           | Marie-Odile Tavernier |             | UDI         | 1 560        | 33,62        | 1 685       | 33,31       |
| 2           | Jean-Marie Vercruysse |             | MoDem       | 1 560        | 33,62        | 1 685       | 33,31       |
| 3           | Élisabeth Josset      |             | UMP         | 1 560        | 33,62        | 1 812       | 35,82       |
| 3           | Laurent Marting       |             | UMP         | 1 560        | 33,62        | 1 812       | 35,82       |
|             |                       |             |             |              |              |             |             |
| Inscrits    | Inscrits              | Inscrits    | Inscrits    | 9 725        | 100,00       | 9 725       | 100,00      |
| Abstentions | Abstentions           | Abstentions | Abstentions | 4 675        | 48,07        | 4 399       | 45,23       |
| Votants     | Votants               | Votants     | Votants     | 5 050        | 51,93        | 5 326       | 54,77       |
| Blancs      | Blancs                | Blancs      | Blancs      | 337          | 6,67         | 210         | 3,94        |
| Nuls        | Nuls                  | Nuls        | Nuls        | 73           | 1,45         | 58          | 1,09        |
| Exprimés    | Exprimés              | Exprimés    | Exprimés    | 4 640        | 91,88        | 5 058       | 94,97       |

### Canton de Sées
| Candidats   | Candidats             | Partis      | Partis      | Premier tour | Premier tour | Second tour | Second tour |
| Candidats   | Candidats             | Partis      | Partis      | Voix         | %            | Voix        | %           |
| ----------- | --------------------- | ----------- | ----------- | ------------ | ------------ | ----------- | ----------- |
| 1           | Annick de Stoppeleire |             | DVD         | 839          | 19,49        |             |             |
| 1           | Christian Lair        |             | DVD         | 839          | 19,49        |             |             |
| 2           | Benjamin Briand       |             | FN          | 923          | 21,44        |             |             |
| 2           | Caroline Houdayer     |             | FN          | 923          | 21,44        |             |             |
| 3           | Jocelyne Benoît       |             | DVG         | 1 496        | 34,75        | 2 210       | 54,65       |
| 3           | Claude Duval          |             | PS          | 1 496        | 34,75        | 2 210       | 54,65       |
| 4           | Stelliane Bettefort   |             | DVD         | 1 047        | 24,32        | 1 834       | 45,35       |
| 4           | Damien Roger          |             | DVD         | 1 047        | 24,32        | 1 834       | 45,35       |
|             |                       |             |             |              |              |             |             |
| Inscrits    | Inscrits              | Inscrits    | Inscrits    | 7 978        | 100,00       | 7 973       | 100,00      |
| Abstentions | Abstentions           | Abstentions | Abstentions | 3 483        | 43,66        | 3 609       | 45,27       |
| Votants     | Votants               | Votants     | Votants     | 4 495        | 56,34        | 4 364       | 54,73       |
| Blancs      | Blancs                | Blancs      | Blancs      | 137          | 3,05         | 221         | 5,06        |
| Nuls        | Nuls                  | Nuls        | Nuls        | 53           | 1,18         | 99          | 2,27        |
| Exprimés    | Exprimés              | Exprimés    | Exprimés    | 4 305        | 95,77        | 4 044       | 92,67       |

### Canton de Tourouvre
| Candidats            | Candidats               | Partis      | Partis      | Premier tour | Premier tour | Second tour | Second tour |
| Candidats            | Candidats               | Partis      | Partis      | Voix         | %            | Voix        | %           |
| -------------------- | ----------------------- | ----------- | ----------- | ------------ | ------------ | ----------- | ----------- |
| 1                    | Paule Klymko            |             | DVD         | 1 690        | 33,4         | 2 053       | 36,43       |
| 1                    | Guy Monhée              |             | DVD         | 1 690        | 33,4         | 2 053       | 36,43       |
| 2                    | Marie-Caroline Docq     |             | FN          | 1 694        | 33,48        | 1 768       | 31,37       |
| 2                    | Patrick Fourny          |             | FN          | 1 694        | 33,48        | 1 768       | 31,37       |
| 3                    | Jean-Pierre Chevalier*  |             | UMP         | 1 676        | 33,12        | 1 815       | 32,2        |
| 3                    | Marie-Laure des Brosses |             | PCD         | 1 676        | 33,12        | 1 815       | 32,2        |
|                      |                         |             |             |              |              |             |             |
| Inscrits             | Inscrits                | Inscrits    | Inscrits    | 10 165       | 100,00       | 10 166      | 100,00      |
| Abstentions          | Abstentions             | Abstentions | Abstentions | 4 622        | 45,47        | 4 253       | 41,84       |
| Votants              | Votants                 | Votants     | Votants     | 5 543        | 54,53        | 5 913       | 58,16       |
| Blancs               | Blancs                  | Blancs      | Blancs      | 348          | 6,28         | 208         | 3,52        |
| Nuls                 | Nuls                    | Nuls        | Nuls        | 135          | 2,44         | 69          | 1,17        |
| Exprimés             | Exprimés                | Exprimés    | Exprimés    | 5 060        | 91,29        | 5 636       | 95,32       |
| * conseiller sortant |                         |             |             |              |              |             |             |

### Canton de Vimoutiers
| Candidats            | Candidats          | Partis      | Partis      | Premier tour | Premier tour | Second tour | Second tour |
| Candidats            | Candidats          | Partis      | Partis      | Voix         | %            | Voix        | %           |
| -------------------- | ------------------ | ----------- | ----------- | ------------ | ------------ | ----------- | ----------- |
| 1                    | Thérèse Colette    |             | DVD         | 1 179        | 26,09        | 1 489       | 31,99       |
| 1                    | Guy Romain*        |             | UMP         | 1 179        | 26,09        | 1 489       | 31,99       |
| 2                    | Nelly Nogues       |             | DVG         | 886          | 19,61        |             |             |
| 2                    | Gérard Rosé        |             | DVG         | 886          | 19,61        |             |             |
| 3                    | Caroline Cheuvry   |             | FN          | 1 055        | 23,35        | 970         | 20,84       |
| 3                    | Roger Latinier     |             | FN          | 1 055        | 23,35        | 970         | 20,84       |
| 4                    | Jean-Pierre Féret* |             | DVD         | 1 399        | 30,96        | 2 196       | 47,18       |
| 4                    | Agnès Laigre       |             | DVD         | 1 399        | 30,96        | 2 196       | 47,18       |
|                      |                    |             |             |              |              |             |             |
| Inscrits             | Inscrits           | Inscrits    | Inscrits    | 8 246        | 100,00       | 8 228       | 100,00      |
| Abstentions          | Abstentions        | Abstentions | Abstentions | 3 563        | 43,21        | 3 423       | 41,6        |
| Votants              | Votants            | Votants     | Votants     | 4 683        | 56,79        | 4 805       | 58,4        |
| Blancs               | Blancs             | Blancs      | Blancs      | 93           | 1,99         | 99          | 2,06        |
| Nuls                 | Nuls               | Nuls        | Nuls        | 71           | 1,52         | 51          | 1,06        |
| Exprimés             | Exprimés           | Exprimés    | Exprimés    | 4 519        | 96,5         | 4 655       | 96,88       |
| * conseiller sortant |                    |             |             |              |              |             |             |